# Połonina Równa (szczyt)
Połonina Równa (ukr. Полонина Рівна, Połonyna Riwna; Полонина Руна, Połonyna Runa) – najwyższy szczyt pasma Połoniny Równej, o wysokości 1482 m n.p.m., znajduje się na terenie Ukrainy.
Zbocza Równej porastają głównie lasy bukowe. Szczytowe partie, powyżej 1200 m n.p.m., stanowi połonina, wykorzystywana pastersko. Na szczycie znajdują się opuszczone instalacje wojskowe: baza rakietowa i koszary, do których prowadzi utwardzona droga z płyt betonowych, umożliwiająca wjazd na szczyt również samochodem. Jest bardzo ładny widok, można stąd podziwiać Gorgany wraz z Połoniną Borżawską, a także polskie szczyty, takie jak Tarnica, Halicz, Wielka Rawka. Przy dobrych warunkach dostrzec można również Tatry.